# La tendresse (canción de Jacques Brel)
«La tendresse» (en francés La ternura) es una canción en lengua francesa compuesta, escrita e interpretada por el cantautor belga Jacques Brel con la orquesta de François Rauber. 

## Edición
La canción fue publicada en 1959 por Warner-Chappell.
La primera versión de Brel apareció el 11 de septiembre de 1959 en el elepé La valse à mille temps.
Este título debe distinguirse de la canción La tendresse popularizada por Bourvil, compuesta en 1963, y de la canción titulada La tendresse interpretada en 1973 por Daniel Guichard, cuyo texto y música difieren.
La canción de Brel ha sido grabada posteriormente en algunas versiones como las de Théa, Patricia Ségui y Rodric White o la de Anna Roig & Àlex Cassanyes Big Band Project.